# 컴프톡스 화학 물질 대시보드
컴프톡스 화학 물질 대시보드(영어: CompTox Chemicals Dashboard)는 화학 물질의 자료를 나타내는 척도이다.

## 설명
컴프톡스 화학 물질 대시보드는 미국 환경보호청(EPA)에서 만들고 유지 관리하는 무료로 액세스할 수 있는 온라인 제공 자료이다. 이러한 자료베이스는 물리화학적 특성, 환경적 운명 및 수송, 노출, 사용, 생체내 독성 및 체외 생물학적 분석을 포함한 여러 유형의 자료에 대한 액세스를 제공한다. 미국 환경보호청과 다른 과학자들은 대시보드에 포함된 자료와 모델을 사용하여 추가 시험에 필요한 화학 물질을 식별하고 화학 실험에 동물 사용을 줄인다. 대시보드는 또한 미국 환경보호청의 실행계획 정보(예: 과불화 알킬화 물질에 대한 정보)에 대한 대중의 액세스를 제공하는데 사용된다. 원래 화학 대시보드라는 제목의 첫 번째 버전은 2016년에 출시되었다. 자료베이스의 최신 릴리스(버전 3.0.5)에는 875,000개 이상의 화학 물질에 대한 수동으로 선별된 자료가 포함되어 있으며 미국 환경보호청의 독성 예측기(ToxCast) 고처리량 스크리닝 프로그램에서 생성된 최신 자료가 통합되어 있다. 화학적 대시보드는 톡카스트 대시보드, 내분비계 장애물질 스크리닝 프로그램(EDSP) 대시보드 및 화학 및 제품 자료베이스(CPDat)를 포함한 여러 이전 미국 환경보호청 자료베이스의 자료를 하나의 패키지로 통합한다.

## 같이 보기
- 화학 물질
- 자료